# Інгемар Ерландссон
Інгемар Ерландссон (швед. Ingemar Erlandsson, 16 листопада 1957, Естра Йоїнге — 9 серпня 2022) — шведський футболіст, що грав на позиції захисника за «Мальме» та національну збірну Швеції.
Дворазовий чемпіон Швеції.

## Клубна кар'єра
У дорослому футболі дебютував 1976 року виступами за команду клубу «Мальме», кольори якої і захищав протягом усієї своєї кар'єри гравця, що тривала дванадцять років. Більшість часу, проведеного у складі «Мальме», був основним гравцем захисту команди. В її складі двічі ставав чемпіоном Швеції, чотири рази вигравав Кубок країни.

## Виступи за збірну
1978 року дебютував в офіційних матчах у складі національної збірної Швеції. Протягом кар'єри у національній команді, яка тривала 8 років, провів у формі головної команди країни 69 матчів, забивши 2 голи.
У складі збірної був учасником чемпіонату світу 1978 року в Аргентині.

## Титули і досягнення
- Чемпіон Швеції (2):

«Мальме»: 1977, 1986
- Володар Кубка Швеції (4):

«Мальме»: 1977-78, 1979-80, 1983-84, 1985-86